# Bimota YB5
La Bimota YB5 è una motocicletta costruita dalla casa motociclistica italiana Bimota dal 1987 al 1988.

## Descrizione
Presentata al Motor Show Colonia del 1986 e progettata da Federico Martini, la YB5 montava un motore a quattro cilindri in linea a quattro tempi da 1188 cm³ alimentato da quattro carburatori Mikuni da 36 mm di diametro, derivato direttamente da quello montato sulla Yamaha FJ1200, attraverso un accordo di fornitura tra il costruttore italiano e quello nipponico. Sviluppa 130 cavalli a 9000 giri/min per una coppia di 11 mkg a 7500 giri/min.
Questo motore, che svolge anche funzione strutturale, è circondato da un telaio doppia culla in lega al cromo-molibdeno. La frenata è assicurata da un sistema fornito dalla Brembo, grazie a tre dischi da 280 mm di diametro, di cui due all'anteriore con pinze radiali a doppio pistoncini e uno al posteriore coadiuvato da una pinza mono pistoncino. Sia la forcella telescopica rovesciata da 42 mm all'avantreno che il monoammortizzatore al retrotreno sono della Marzocchi.